# Fokker D.X
El Fokker D.X, también conocido como Fokker D.10, fue un avión holandés de combate diseñado después de la Primera Guerra Mundial.
El diseñador jefe de Fokker, Reinhold Platz, diseñó el caza Fokker D.VIII en 1918. Se trataba de un monoplano con alas en parasol y en voladizo, lo cual era una característica poco común en la época. Su motor rotativo solo podía desarrollar 82 kW (110 CV), pero tenía buenas cualidades de vuelo. Se fabricaron 60 aviones en Alemania.
Después de la guerra, Anthony Fokker trasladó su fábrica a los Países Bajos, donde continuó  la producción. El D.X fue un desarrollo ampliado del D.VIII, que tuvo un éxito limitado. Se vendieron diez aviones a España y uno a Finlandia, donde estuvo en uso entre 1923 y 1924.

## Operadores

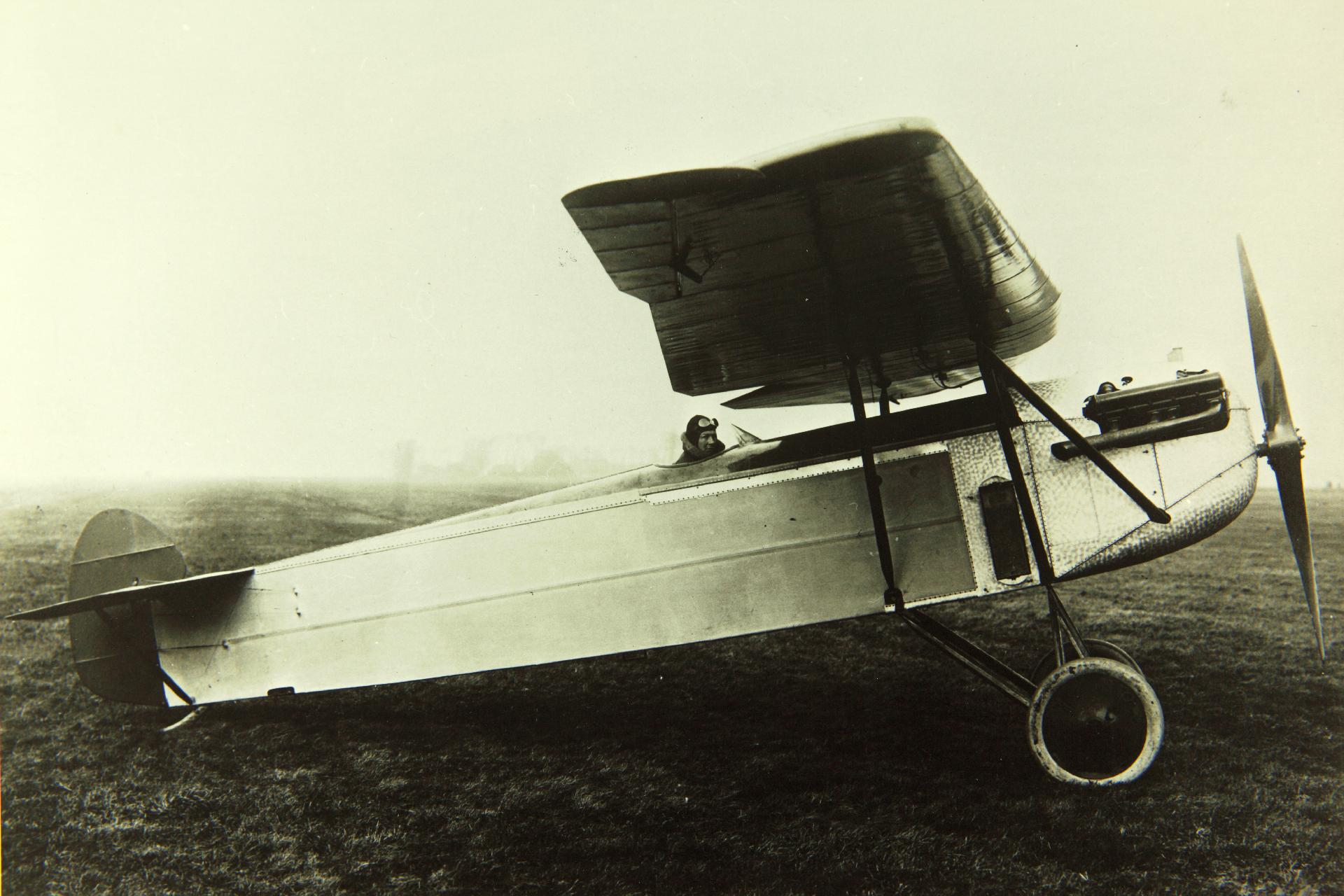
Fokker D.X

EspañaAeronáutica Militar. Diez unidades
 FinlandiaFuerza Aérea Finlandesa. Una unidad

## Especificaciones (D.X)
Datos de Thulinista Hornetiin

### Características generales
- Tripulación: 1
- Longitud: 8 m
- Envergadura : 14 m
- Altura: 2,95 m
- Área de ala:
- Peso en vacío :
- Carga útil:
- Peso cargado:
- Max. Peso de despegue : 1250 kg
- Central de potencia : 1 motor V8 Hispano-Suiza 8Fb refrigerado por aire de 223 kW (300 hp)

### Actuación
- Velocidad máxima : 225 km/h

### Armamento
- 2 × 7,92 mm ametralladoras LMG 08/15